# النجبة
النجبة مركز في منطقة القصيم في السعودية، وهو مركز فئة (ب) ويتبع إداريًا محافظة البكيرية.

## التسمية
النّجِبَةُ بتشديد النون فجيم مكسورة فباء مفتوحة فهاء أخيرة، هي مورد ماء عند أكمة سمراء يقع إلى الشرق من كحلة قرب نهاية الحدود الشمالية لمنطقة القصيم، وهي عذبة الماء، أحدث فيها قوم يقال لهم الحويفي من ولد محمد من بني سالم من قبيلة حرب آبارًا ونخيلاً وزرعًا.

## الموقع الجغرافي
يقع مركز النجبة في الجزء الشمالي الغربي لمنطقة القصيم، ويبعد عن محافظة البكيرية 135 كيلومتر شمالاً، ويبعد عن مدينة بريدة مقر إمارة منطقة القصيم 119 كيلومتر، ويبعد عن مركز كحلة 14 كيلومتر، وهو مجاور لمركز مشاش جرود ويبعد عنه 7 كيلومتر، ويبعد عن منطقة حائل 5 كيلومتر.

## الخدمات الحكومية
يوجد في مركز النجبة بعض الخدمات الحكومية ومنها:
- إمارة مركز النجبة.
- مكتب البريد السعودي.
- مدرسة ابتدائية (للبنين).
- مدرسة ابتدائية (للبنات).[6]

## السكان
يبلغ عدد سكان النجبة 3000 نسمة تقريبًا.

## رئيس المركز
رئيس مركز النجبة هو محمد بن عبد الله الحويفي المحمدي الحربي.

## المناخ
مناخ صحراوي، حار جاف صيفًا، بارد ممطر شتاءً، وتبلغ درجة الحرارة صيفًا 45 درجة مئوية، وفي الشتاء تصل إلى ما دون الصفر.